# تازه‌به‌دوران‌رسیده (فیلم)
تازه‌به‌دوران‌رسیده فیلمی ایرانی به کارگردانی محمود کوشان و نویسندگی اسماعیل پورسعید محصول سال ۱۳۴۰ است.

## خلاصه داستان
مردی ناگهان صاحب پول هنگفتی می‌شود و از آن پس سعی می‌کند تمام آنچه را که آرزو می‌کرده از شکوه، مقام، اتومبیل، خانه تا زن و خوش‌گذرانی برای خود فراهم سازد….

## بازیگران
- تقی ظهوری
- عزت حسنعلی
- فرانک میرقهاری
- جمشید مهرداد
- جواد تقدسی
- حمیده خیرآبادی